# Torneo de Cantón
El Torneo de Cantón (Galaxy Holding Group Guangzhou Open, por motivos comerciales) es un torneo de tenis de la WTA que se lleva a cabo en Cantón, China. Realizado desde 2004, este evento pertenece a la categoría WTA 250 y se juega en canchas duras al aire libre.

## Campeonas

### Individual
| Año  | Campeona           | Finalista            | Resultado        |
| ---- | ------------------ | -------------------- | ---------------- |
| 2004 | Na Li              | Martina Suchá        | 6-3, 6-4         |
| 2005 | Yan Zi             | Nuria Llagostera     | 6-4, 4-0, ret.   |
| 2006 | Anna Chakvetadze   | Anabel Medina        | 6-1, 6-4         |
| 2007 | Virginie Razzano   | Tzipora Obziler      | 6-0, 6-3         |
| 2008 | Vera Zvonareva     | Shuai Peng           | 6-7(4), 6-0, 6-2 |
| 2009 | Shahar Peer        | Alberta Brianti      | 6-3, 6-4         |
| 2010 | Jarmila Groth      | Alla Kudryavtseva    | 6-1, 6-4         |
| 2011 | Chanelle Scheepers | Magdaléna Rybáriková | 6-2, 6-2         |
| 2012 | Su-Wei Hsieh       | Laura Robson         | 6-3, 5-7, 6-4    |
| 2013 | Shuai Zhang        | Vania King           | 7-6(1), 6-1      |
| 2014 | Monica Niculescu   | Alizé Cornet         | 6-4, 6-0         |
| 2015 | Jelena Janković    | Denisa Allertová     | 6-2, 6-0         |
| 2016 | Lesia Tsurenko     | Jelena Janković      | 6-4, 3-6, 6-4    |
| 2017 | Shuai Zhang        | Aleksandra Krunić    | 6-2, 3-6, 6-2    |
| 2018 | Qiang Wang         | Yulia Putintseva     | 6-1, 6-2         |
| 2019 | Sofia Kenin        | Samantha Stosur      | 6-7(4), 6-4, 6-2 |
| 2023 | Xiyu Wang          | Magda Linette        | 6-0, 6-2         |

### Dobles
| Año  | Campeonas                                | Finalistas                         | Resultado           |
| ---- | ---------------------------------------- | ---------------------------------- | ------------------- |
| 2004 | Li Ting Sun Tiantian                     | Shu-Jing Yang Ying Yu              | 6-4, 6-1            |
| 2005 | Maria Elena Camerin Emmanuelle Gagliardi | Neha Uberoi Shikha Uberoi          | 7-6(5), 6-3         |
| 2006 | Li Ting Sun Tiantian                     | Vania King Jelena Kostanic         | 6-4, 2-6, 7-5       |
| 2007 | Peng Shuai Yan Zi                        | Vania King Sun Tiantian            | 6-3, 6-4            |
| 2008 | Mariya Koryttseva Tatiana Poutchek       | Sun Tiantian Yan Zi                | 6-3, 4-6, [10-8]    |
| 2009 | Olga Govortsova Tatiana Poutchek         | Kimiko Date-Krumm Sun Tiantian     | 3-6, 6-2, [10-8]    |
| 2010 | Edina Gallovits Sania Mirza              | Xinyun Han Liu Wanting             | 7-5, 6-3            |
| 2011 | Su-Wei Hsieh Saisai Zheng                | Chan Chin-wei Xinyun Han           | 6–2, 6–1            |
| 2012 | Tamarine Tanasugarn Shuai Zhang          | Jarmila Gajdošová Monica Niculescu | 2-6, 6-2, [10-8]    |
| 2013 | Su-Wei Hsieh Shuai Peng                  | Vania King Galina Voskoboeva       | 6-3, 4-6, [12-10]   |
| 2014 | Chia-Jung Chuang Chen Liang              | Alizé Cornet Magda Linette         | 2-6, 7-6(3), [10-7] |
| 2015 | Martina Hingis Sania Mirza               | Shilin Xu Xiaodi You               | 6-3, 6-1            |
| 2016 | Asia Muhammad Shuai Peng                 | Olga Govortsova Vera Lapko         | 6-2, 7-6(3)         |
| 2017 | Elise Mertens Demi Schuurs               | Monique Adamczak Storm Sanders     | 6-2, 6-3            |
| 2018 | Monique Adamczak Jessica Moore           | Danka Kovinić Vera Lapko           | 4-6, 7-5, [10-4]    |
| 2019 | Shuai Peng Laura Siegemund               | Alexa Guarachi Giuliana Olmos      | 6-2, 6-1            |
| 2019 | Hanyu Guo Xinyu Jiang                    | Eri Hozumi Makoto Ninomiya         | 6-3, 7-6(4)         |